# Toni Reis
Antonio Luiz Martins Harrad Reis (Coronel Vivida, 20 de junho de 1964), mais conhecido como Toni Reis, é o diretor-presidente da organização brasileira LGBTQIA+ Aliança Nacional e ex-diretor do Grupo Dignidade. Também foi presidente e fundador da Associação Brasileira de Gays, Lésbicas, Bissexuais, Travestis, Transexuais e Intersexos (ABGLT), criada em 1995. É ainda membro do conselho internacional da Fundação Hirschfeld-Eddy.
Como professor e especialista em sexualidade humana e em dinâmica de grupo, tem mestrado em filosofia com foco nas áreas de ética e sexualidade, e também o é o coordenador latino-americano da Associação para a Saúde Integral e Cidadania na América Latina e no Caribe.

## Trabalho
Em 1998, o militante descreveu a situação em seu país: "1.600 homossexuais foram assassinados nos últimos dez anos. Destes, 350 travestis e 61 lésbicas".
Já em 2006, ele falou ante o Congresso Nacional, no qual afirmou que 250 homossexuais são assassinados no Brasil a cada ano.
Em 2007, Toni se dirigiu às Nações Unidas para que sua organização recebesse o status de conselheira.
Em novembro de 2021, ele anunciou sua pré-candidatura ao Senado pela Rede Sustentabilidade nas eleições de 2022. Reis disputaria a representação do estado do Paraná. Porém não efetivou candidatura.

## Vida pessoal
Em 2003, ele conseguiu que seu parceiro, que nasceu no Reino Unido, obtivesse um visto permanente de residência no Brasil. Isso se deu por meio de um caso judicial histórico no Brasil.
Toni se identifica como gay e cisgênero.